# Oyré
Oyré är en kommun i departementet Vienne i regionen Nouvelle-Aquitaine i västra Frankrike. Kommunen ligger i kantonen Dangé-Saint-Romain som tillhör arrondissementet Châtellerault. År 2022 hade Oyré 964 invånare.

## Befolkningsutveckling
Antalet invånare i kommunen Oyré
| Referens: INSEE |